# Georg von Krauchenberg

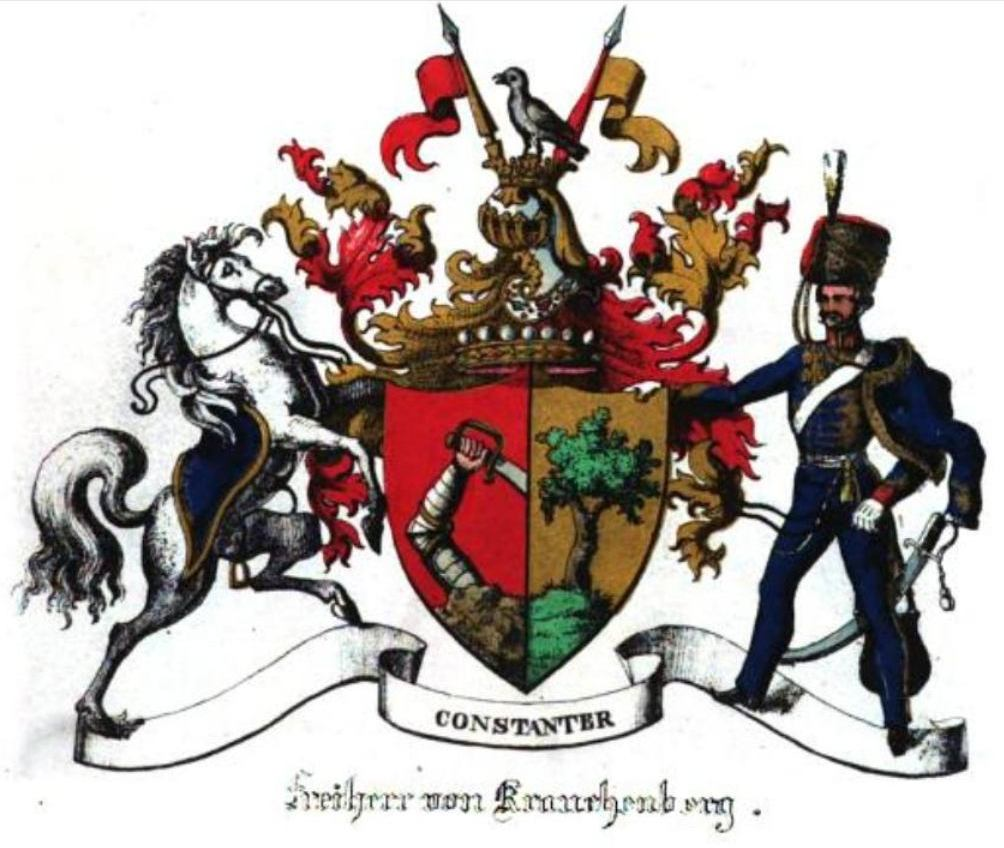
Wappen der Freiherren von Krauchenberg

Georg  Krauchenberg, ab 1832 Georg Freiherr von Krauchenberg (* 12. Juni 1776 in Celle; † 14. Mai 1843 in Hannover) war ein kurhannoverischer Kavallerist zu Zeiten der Koalitionskriege und später königlich-hannoverischer Generalmajor.

## Leben

### Frühe Karriere bei der Kavallerie
Sein Vater war Hofgerichtssekretär und Garnisonauditeur gewesen. Krauchenberg trat am 3. März 1793 in das zehnte Kavallerieregiment Prinz von Wallis leichte Dragoner ein und wurde mit demselben in den unglücklich verlaufenden Feldzügen der Jahre 1793–95 in den Niederlanden eingesetzt. Diese boten ihm jedoch die Gelegenheit, den selbstständigen Vorpostendienst (Plänkler) zu perfektionieren und sich schon früh durch Kühnheit und Geschick hervorzutun. Als im Juni 1794 die Belagerung von Ypern begann, befand er sich, damals noch nicht Offizier, als Ordonnanz des österreichischen Kommandanten, Generalmajor von Salis, in der Festung. Er sah voraus, dass diese sich nicht lange halten und er dann Gefangener der Franzosen werden würde. Noch ehe die Einkesselung stattfand, ritt er daher, entgegen seinen damaligen Befehlen, bei eigenen Vorposten sich für den Überbringer von Depeschen ausgebend, davon und gelangte glücklich zu seinem alten Regiment, während seine Kameraden der Kapitulation anheimfielen.

### Vorfall bei der Invasion Hannovers im Juni 1803
In weiteren Kreisen wurde Krauchenberg in den Koalitionskriegen 1803 bekannt, als er sich im Rang eines Leutnants, ungeachtet des Stillhaltebefehls der Vorgesetzten, mit Eigeninitiative in einer der wenigen Kampfhandlungen zur aktiven Gegenwehr dem Einrücken der überlegenen französischen Invasionsarmee widersetzte. Am 2. Juni in der Nähe des Forsthauses Weberkuhle beim Dorf Borstel auf der Heerstraße zwischen Nienburg und Sulingen mit etwa 9 leichten Dragonern hinter einer Feldwache des Leutnants Linsingen aufgestellt, erfuhr Krauchenberg, dass dieser, welcher zusammen mit einem Trompeter unter weißer Fahne den Franzosen als Parlamentär zu Waffenstillstandsverhandlungen entgegengeritten war, als Gefangener zurückgehalten werde. Er vereinigte daher Linsingens restliches Piket von 32 Mann mit seinem kleinen Trupp und suchte mit diesen rund 40 Reitern eine günstige Aufstellung im Terrain. Im geeigneten Augenblick griff er den Vormarsch der etwa 250 Mann zählenden französischen Vorhut an und schreckte den Feind zurück. Dies wiederholte sich noch zweimal, bis das sogar von einzelnen Zweikämpfen mit den verfeindeten Offizieren begleitete Scharmützel durch drei Kanonschüsse der inzwischen eingetroffenen hannoverischen Hauptmacht beendet wurde, was zum einstweiligen Rückzug der Franzosen führte. Die Verluste auf französischer Seite betrugen etwa 20 Mann an Toten und Verwundeten, bei Krauchenbergs Truppe sollen 1 Reiter getötet, mehrere verwundet und 3 von den Franzosen gefangen genommen worden sein.

### In der englisch-deutschen Legion
Krauchenberg brachte dieser unerschrockene Verteidigungsversuch, als er kurz darauf, nach Abschluss der Konvention von Artlenburg, in Hamburg in einem Theater erschien, den stürmischen Beifall des Publikums ein. Als dann bei der beginnenden Errichtung der englisch-deutschen Legion die Rücksichtnahme auf das Avancement anderer seine Anstellung zu verzögern drohte, wurde er durch Einschreiten des Königs  zum Rittmeister im 1. leichten Dragoner-Regiment, später im 1. Husaren-Regiment, ernannt. Schon 1807, bei Lord Cathcarts Expedition nach Seeland, verstand er es, diese Gunstbezeugung zu rechtfertigen. Während der Belagerung von Kopenhagen führte er die Vorhut des Regiments bei einem Aufklärungseinsatz. Nach dem fehlgeschlagenen Plan, einen für die Feste „Friedrichswerk“ bestimmten Munitionstransport abzufangen, erhielt Krauchenberg die Einwilligung des Kommandierenden, die Einnahme der Festung selbst, deren Besatzung großteils aus Freiwilligen bestand, versuchen zu dürfen. Am 19. August überrumpelte er eine in der Nähe stehende dänische Abteilung. Es glückte ihm durch den dänischen Führer derselben dem Kommandanten der Festung vorzuspiegeln, dass er von 10.000 Mann belagert werde, woraufhin die Dänen kapitulierten, und 800 Dänen gefangen genommen, Geschütze und kriegswichtige Vorräte erbeutet wurden.
Bei Kämpfen auf der iberischen Halbinsel, an denen er von 1809 bis 1813 teilnahm, wurde er nach dem Gefecht bei Gallegos vom 4. Juli 1810 seitens des Brigadegenerals Crawford amtlich belobigt; auf Wellingtons Vorschlag erhielt er am 29. Juni 1813 das Brevet zum Major. Bei seiner 1813 erfolgten Versetzung auf den Kriegsschauplatz im Nordwesten Deutschlands wurde er von Wellington dem englischen Oberbefehlshaber, dem Duke of York, besonders empfohlen. In Folge hiervon nahm er beim Generalstab des Kronprinzen von Schweden am letzten Abschnitt des Feldzuges in Holstein teil und befand sich dann bei der Blockade von Antwerpen. An der Schlacht bei Waterloo nahm Krauchenberg nicht teil, da er detachiert war.

### Spätere Laufbahn ab 1816
1816 mit dem dritten Husarenregiment der King’s German Legion, welchem er seit 1813 angehörte, in den hannoverischen Dienst zurückgekehrt, wurde er bald Kommandeur desselben und zum Generalmajor befördert. Als Landrat vertrat er seine Garnisonstadt Northeim in der allgemeinen Ständeversammlung und ließ 1817 dort eine Villa auf dem Areal des ehemaligen Bleichangers errichten. Im Juni 1832 wurde er „in Anerkennung der von ihm im Felde bewiesenen Klugheit, Tapferkeit und Ausdauer“ in den Freiherrenstand erhoben, was in Hannover damals eine sehr seltene Art der Auszeichnung war. Er wurde zum Inspektor der Kavallerie und später zum Generalleutnant ernannt. Als er 1843 in Hannover starb, war er Kommandeur der ersten Kavalleriedivision.
Zu seinen Nachkommen zählte Helene, geborene Freiin von Krauchenberg (1823–1896), die Mutter des Genremalers Georg von Boddien. Andere Nachkommen waren später in Wien ansässig.